# 諸力の戦い
諸力の戦い（しょりきのたたかい、英語：Battle of the Powers）はJ・R・R・トールキンのファンタジー小説『シルマリルの物語』における神々によって行われた戦争である。または諸神の戦い（しょしんのたたかい、英語：War of the Gods）とも呼ばれ、第一紀に目覚めたエルフたちを、メルコールの手から救い出すためにヴァラールが仕掛けた戦争で、この戦は9ヴァリノール年（およそ90年）もの長い月日がかかっている。

## 開戦までの経緯
ヴァラールがアマンに定住してから長い年月が経った頃、彼らは評議会を開き、イルーヴァタールの子らの到来について話し合った。ヤヴァンナは、彼らの到着がいつになるかは未知であり、将来彼らが住むことになる土地をメルコールの暗黒の下においたままにしてはならないと提言した。トゥルカスも同様に、早急な行動の必要性に同意した。マンウェはマンドスに話をするように命じ、マンドスは「子らはこの時代にやって来て、初めに生まれしものたちは星の下を歩くだろう」と答えた。そこでヴァルダはエルフの到来に向けて世界を照らすために他の星々を創造した。この大事業をヴァルダが成し遂げた時、エルフはついにクイヴィエーネンの湖の畔にて目覚め、第一紀が始まったと言われる。メルコールはそのことに気付くと、密かに彼らを捕らえウトゥムノへと連れ去った。中つ国に出向きエルフと出会ったオロメはこの事に気づき、マンウェに奏上した。そこでマンウェはエル・イルーヴァタールの助言を仰ぐと、ヴァラールを召集し、如何なる犠牲を払おうともメルコールに対して戦を仕掛け、エルフたちをかの影から救い出すべきだと宣言した。こうして戦が始まった。

## 戦闘
ヴァラールは中つ国に降り立つとまず、北西部にあるメルコールの前哨基地であるアングバンドの攻略に着手した。この北西部における緒戦でヴァラールは速やかに勝利を収め、サウロン管理下のアングバンドは陥落した。だがヴァラールは進撃を急ぐあまりアングバンドは完全には破壊されなかった。そしてヴァラールはウトゥムノの攻略に取り掛かった。当時目覚めて間もないエルフはこの戦いには参与していないため、戦いの詳細は彼らも知らない。
この攻城戦は長く熾烈なものであった（7ヴァリノール年、すなわち約70年かかったとされる）。ウトゥムノは地の底深く掘られ、穴という穴はメルコールの炎と夥しい彼の下僕たちで満たされていたからである。しかし遂にウトゥムノの門は破られ、要塞の屋根は引き剥がされ、地下坑は皆むき出しとなり、要塞最深部にメルコールは避難した。彼は取り巻きの護衛であるバルログの一団をけしかけたが、マンウェの怒りの風の前に彼らは萎び、マンウェの剣から放たれた稲妻によって皆殲滅された。メルコールは一人立ちすくみ、そこにやって来たトゥルカスと格闘したが、組み伏せられアウレの造ったアンガイノールの鎖によって縛り上げられた。こうしてヴァラールたちの戦いは勝利に終わった。

## 戦後
ヴァラールたちは勝利を収めた。しかしこの戦いによってアルダが負った傷は甚大なもので、ウトゥムノを含めた北方の広大な大地は完膚無きまでに破壊され、中つ国 の輪郭は変わり、大海が広がった。バラール湾が切り開かれ、大湾の南方まで他の小湾も切り開かれた。シリオンの源流であるヒスルムとドルソニオンの北方高地は新たな山脈として隆起し、川が誕生した。
メルコールの捕縛には成功したが、彼の筆頭副官であるサウロンは見つけることができなかった。アングバンドは完全に破壊されなかったため、サウロンやバルログやその他の邪悪な生き物はそこに隠れた。
ヴァリノールに連行されたメルコールはマンウェの足許に平伏して慈悲を乞うたが、それは拒否されマンドスの砦に投獄された。彼は三期の間ここに幽閉された。